# رانز
رانز (انگلیسی: Ranz) یک شرکت خودروسازی است که توسط سیچوان فاو تویوتا موتور اداره می‌شود و به ساخت اتومبیل‌های برقی مشغول است. این شرکت اولین خودروی خود را در آوریل ۲۰۱۳ رونمایی کرد.

## تاریخچه
برند رانز در تاریخ مارس ۲۰۱۳ تأسیس شد.
نخستین خودروی مفهومی رانز در تاریخ آوریل ۲۰۱۳ در نمایشگاه خودروی شانگهای معرفی شد.
رانز ئی‌وی، خودرویی سدان با موتور الکتریکی است که بر مبنای تویوتا کورولا (ای۱۲۰) ساخته شده‌است. این خودرو در نمایشگاه اتومبیل گوانگژو در نوامبر ۲۰۱۴ معرفی شد.

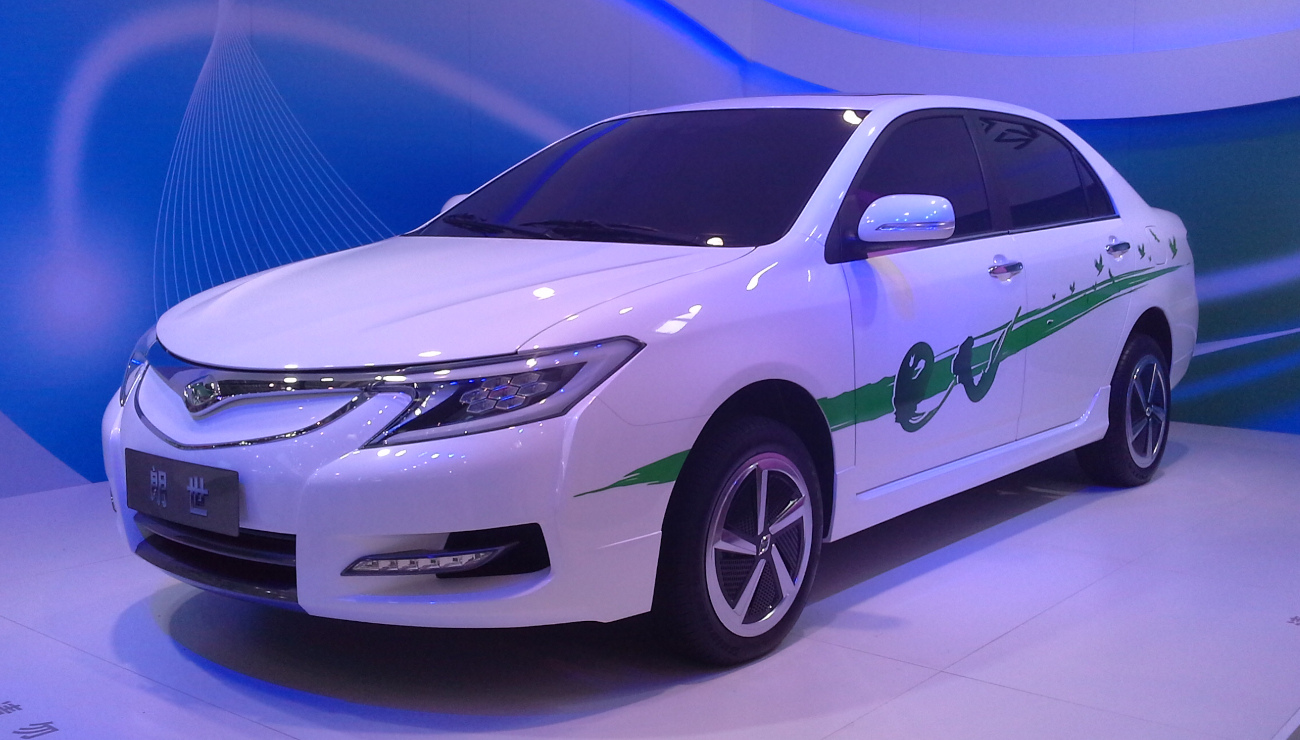
خودروی مفهومی رانز ئی‌وی
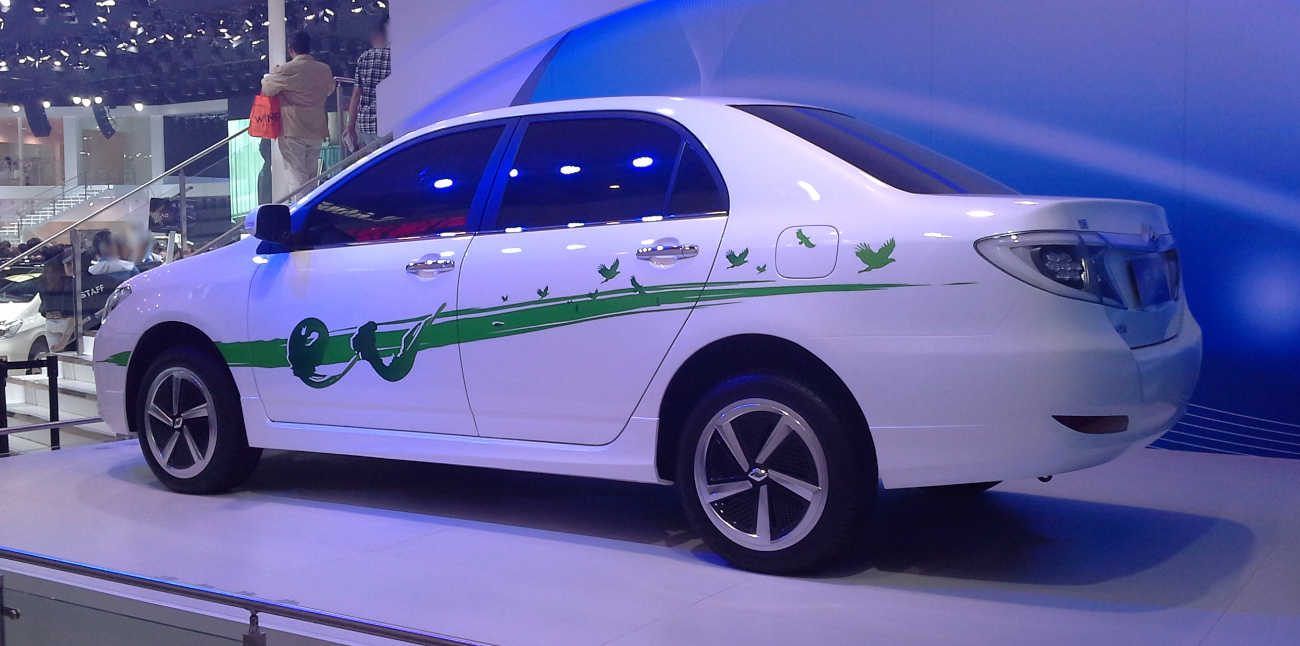
خودروی مفهومی رانز ئی‌وی
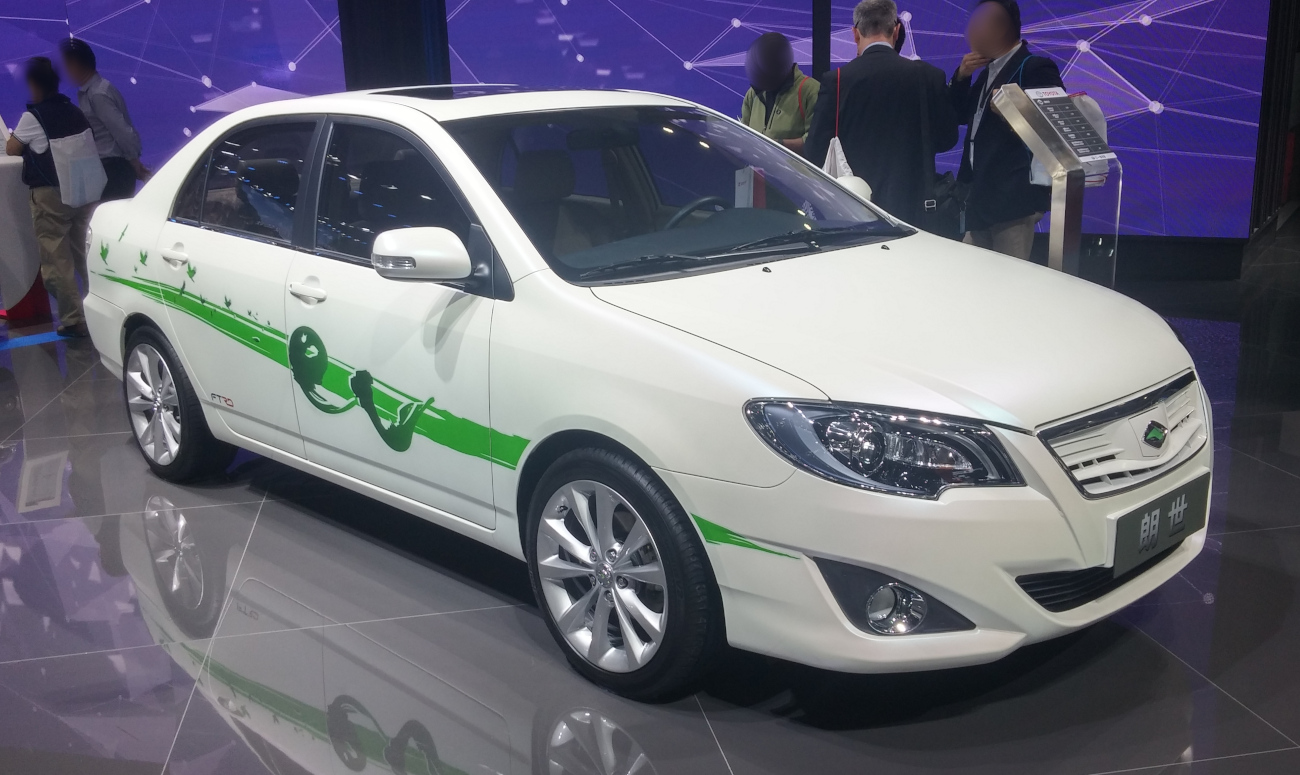
رانز ئی۵۰
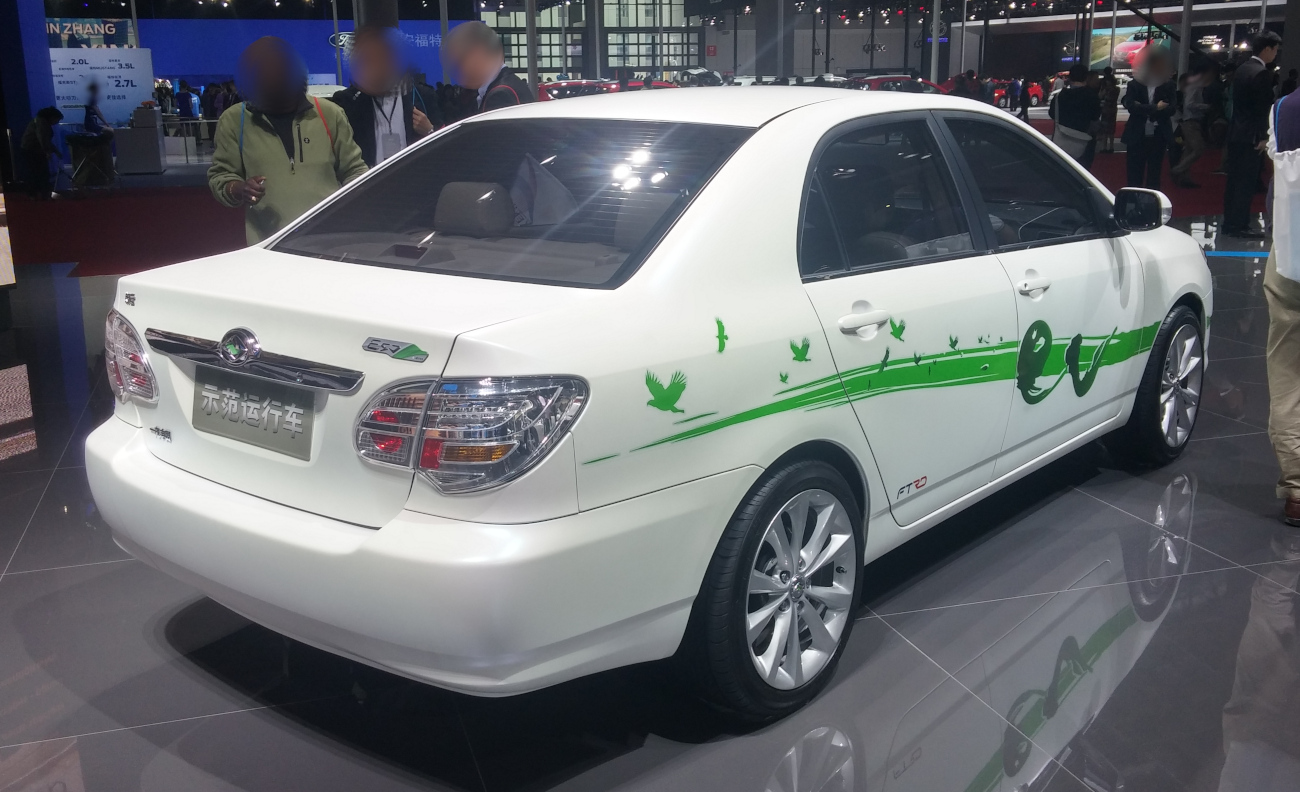
رانز ئی۵۰